# Antonio Marino Priuli
Antonio Marino Priuli (né le 17 août 1707 à Venise, en Vénétie, alors capitale de la république de Venise, et mort le 26 octobre 1772 à Treville) est un cardinal italien du XVIIIe siècle. 
Il est un parent des cardinaux Lorenzo Priuli, Matteo Priuli, Pietro Priuli et Luigi Priuli.

## Biographie
Antonio Marino Priuli est nommé évêque de Vicence en 1738. Le pape Clément XIII le crée cardinal lors du consistoire du 2 octobre 1758. Il est transféré au diocèse de Padoue en 1767. 
Le cardinal Priuli participe au conclave de 1769, lors duquel Clément XIV est élu pape.

### Sources
- Fiche du cardinal Priuli sur le site fiu.edu